# گزافر
گزافر یکی از روستاهای استان آذربایجان شرقی است که در بخش کشکسرای شهرستان مرند واقع شده‌است.
این روستا که در فاصله ۳۰ کیلومتری شهرستان مرند قرار گرفته‌است، از سمت غرب با روستای زنجیره (مرند)، از سمت شرق با روستای قرمزی‌قشلاق، از سمت شمال با روستای قمیش‌آغل و از سمت جنوب با شهرستان تسوج همسایه می‌باشد.
بر اساس آمار سرشماری عمومی نفوس و مسکن در سال ۱۳۹۰ تعداد خانوار این روستا بالغ بر ۲۰۲ خانوار و ۷۳۰ نفر جمعیت بوده که اکنون با گذشت چند سال تعداد جمعیت این روستا نزدیک به ۱۰۰۰ نفر می‌باشد.
از ویژگی‌های این روستا اگر بخواهیم به چند مورد اشاره کنیم ابتدا باید به چشمه‌های آب معدنی این روستا باید اشاره کرد که در شهرستان مرند و روستاهای همجوار زبانزد می‌باشد. جذب مسافران از سایر مناطق بخاطر مناظر زیبا و دیدنی به‌خصوص در فصل بهار از دیگر ویژگیهای این روستا می‌باشد.